# Reinhard Priebe
Reinhard Priebe (* 25. April 1949 in Lübeck) ist ein deutscher Jurist und ehemaliger Direktor in der Europäischen Kommission.

## Leben
Reinhard Priebe ist ein Sohn des Lübecker Rechtsanwalts Hans-Joachim Priebe († 1957) und der Frauenärztin Theresia Priebe, geb. Hiebl (1915–2014), die 1987 mit der Denkmünze der Gesellschaft zur Beförderung gemeinnütziger Tätigkeit ausgezeichnet wurde. Hans-Joachim Priebe ist sein älterer Bruder.
Er besuchte das Johanneum zu Lübeck bis zum Abitur 1967 und studierte Rechtswissenschaften. Nach Examen und Referendariat wurde er 1977 Richter am Verwaltungsgericht Stuttgart. 1978 wurde er an der Albert-Ludwigs-Universität Freiburg zum Dr. jur. promoviert. Von 1979 bis 1983 war er wissenschaftlicher Mitarbeiter am Bundesverfassungsgericht. Seit 1984 arbeitete Priebe für die Europäische Kommission, bis zum Jahr 2001 in der Generaldirektion Landwirtschaft. Als Direktor des EU-Außenkommissariats war er von 2001 bis 2006 für den Westbalkan zuständig. Von 2006 bis 2008 war Priebe als Direktor der Generaldirektion Fischerei und Maritime Angelegenheiten für die Erhaltung der Fischereibestände
verantwortlich. 2008 bis 2009 war er Direktor der Abteilung Atlantik, entlegene Gebiete und Arktis in der Generaldirektion Maritime Angelegenheiten und Fischerei. 2010 war er vorübergehend Direktor Sicherheit in der Generaldirektion Justiz, Grundrechte und Bürgerschaft und ab Juli 2010 Direktor Innere Sicherheit in der neu geschaffenen Generaldirektion Inneres.
Nach Eintritt in den Ruhestand beauftragte ihn die Europäische Kommission mit der Leitung einer Untersuchungskommission zu den Vorgängen in Mazedonien. Am 8. Juni 2015 legte er den Bericht vor.
Reinhard Priebe lebt seit seiner Zurruhesetzung in Oldenburg in Holstein. Er ist dort Vorsitzender der Europa-Union Deutschland Ortsverband Oldenburg in Holstein.

## Schriften
- Entscheidungsbefugnisse vertragsfremder Einrichtungen im europäischen Gemeinschaftsrecht. Baden-Baden: Nomos 1979 (Schriftenreihe europäische Wirtschaft 99) ISBN 3-7890-0460-X Zugl.: Freiburg (Breisgau), Univ., Rechtswiss. Fak., Diss., 1978 u.d.T.: Die Übertragung von Entscheidungsbefugnissen auf vertragsfremde Einrichtungen im Recht der Europäischen Gemeinschaften.
- Agrarrecht, in Manfred A. Dauses (Hrsg.): Handbuch des EU-Wirtschaftsrechts. ISBN 978-3-406-44100-4